# Zheng Yi Sao
Zheng Yi Sao (1775–1844; născută Shi Yang, alias Shi Xianggu sau Shek Yeung), cunoscută și ca Ching Shih, a fost o lideră a piraților chinezi activă în Marea Chinei de Sud din 1801 până în 1810.
Născută ca Shi Yang în 1775, din origini umile, ea s-a căsătorit în 1801 la vârsta de 26 de ani cu un pirat pe nume Zheng Yi. În Guangdong ea era numită Zheng Yi Sao („soția lui Zheng Yi”). După moartea soțului ei în 1807, ea a preluat controlul asupra confederației sale de pirați cu sprijinul fiului adoptiv al lui Zheng Yi, Zhang Bao, cu care a intrat într-o relație și mai târziu s-a căsătorit. Fiind comandanta neoficială a Confederației Piraților din Guangdong, flota ei din 1805 era formată din 400 de jonci și 40-60 mii de pirați. Navele ei au intrat în conflict cu mai multe puteri majore, cum ar fi Compania Indiei de Est, Imperiul Portughez și oficialitățile dinastiei chineze Qing.
În 1810 Zheng Yi Sao a negociat să se predea autorităților Qing, care i-a permis ei și lui Zhang Bao să păstreze o flotă substanțială și să evite urmărirea penală. La momentul predării, ea comanda personal 24 de nave și peste 1.400 de pirați. Ea a murit în 1844, la vârsta de aproximativ 68 de ani, ducând o viață relativ pașnică și prosperă de la încheierea carierei sale în piraterie. Zheng Yi Sao a fost descrisă nu numai ca fiind cea mai de succes femeie-pirat din istorie, ci și unul dintre cei mai de succes pirați din istorie.